# Kaplica dworska w Skomielnej Czarnej
Kaplica dworska pw. Nawiedzenia NP Marii w Skomielnej Czarnej – 
drewniana kaplica z końca XVIII w. położona w Skomielnej Czarnej na zboczu wzgórza Kokorzyk w Beskidzie Makowskim.
Pod koniec XVIII wieku władająca wsią rodzina Łodzińskich ufundowała małą drewnianą kaplicę. W drugiej połowie XIX wieku została ona rozbudowana: wydłużno nawę, dobudowano wieżę. Od 1927 roku pełniła funkcję kościoła filialnego.

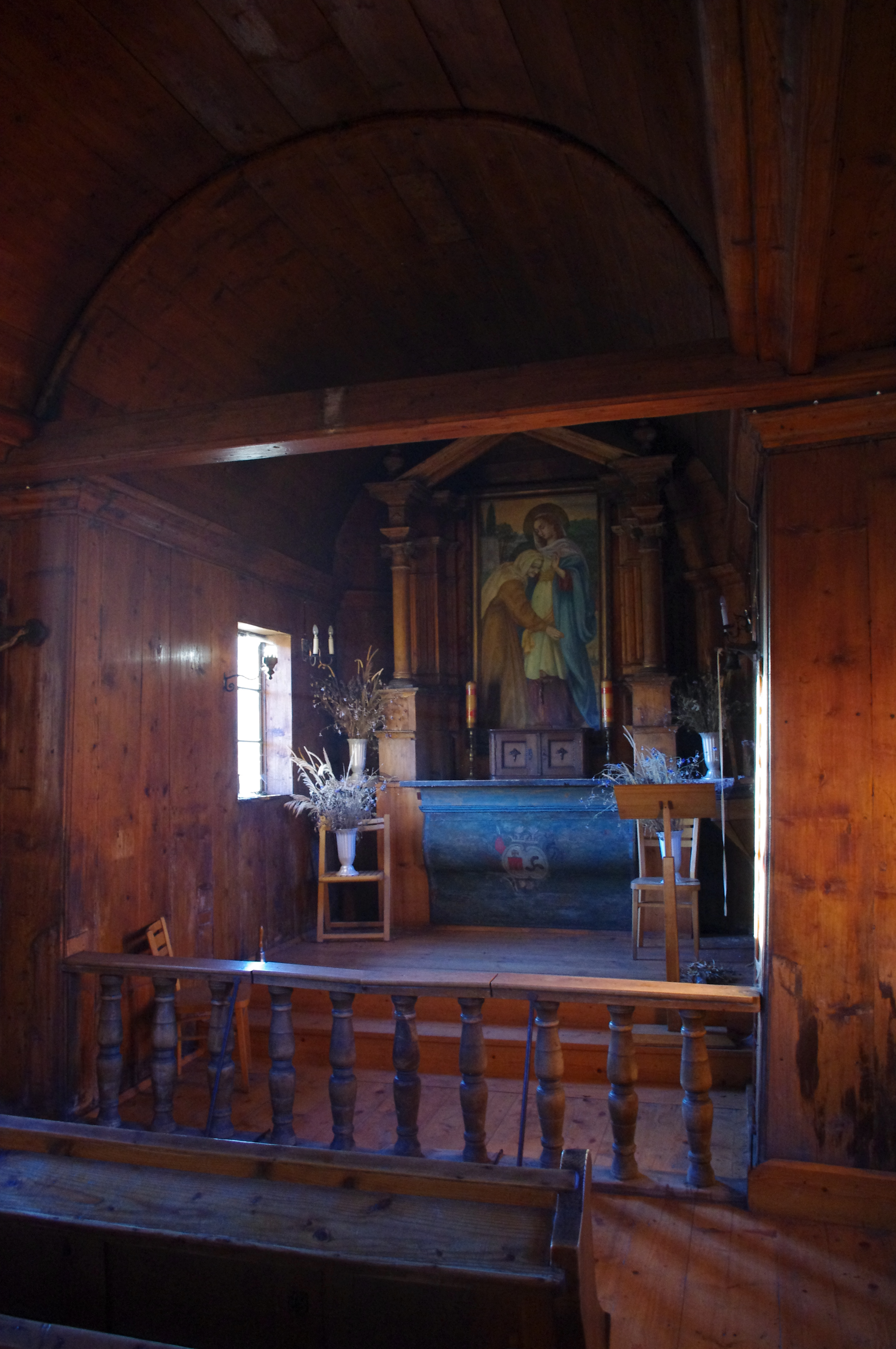
Ołtarz w kaplicy

Kaplica jest drewniana, jednonawowa, o konstrukcji szkieletowej, oszalowana deskami od zewnątrz i w środku. Prezbiterium wieloboczne. Nad nawą, która została dobudowana w drugiej połowie XIX wieku, wznosi się wieża zakończona hełmem. Obok mniejsza wieżyczka z sygnaturką. Ołtarz neobarokowy z obrazem Nawiedzenia Najświętszej Maryi Panny pochodzi z przełomu XIX i XX wieku. Na ołtarzu widoczne są herby Radwan (herb rodziny Łodzińskich) i Trąby (herb rodziny Jordanów). Kaplica nie jest orientowana na linii wschód-zachód. 
Kaplica wraz z zabudowaniami dworskimi była przed II wojną światową własnością Kasy Chorych, która organizowała tu kolonie dla dzieci. Po przekazaniu odbudowanego dworu zakonowi Kapucynów prowadzących tam dom rekolekcyjny, kaplica została własnością ZUS, który jest następcą prawnym przedwojennej Kasy Chorych. Lokalna parafia jest jedynie użytkownikiem.